# Щербачевка (Курская область)
Щербачевка — деревня в Большесолдатском районе Курской области. Входит в Большесолдатский сельсовет.

## География
Деревня находится в бассейне реки Суджа, в 62 километрах к юго-западу от Курска, в 7 км к западу от районного центра и центра сельсовета — села Большое Солдатское.
Улицы
В деревне 2 улицы: Заречная (41 дом) и Садовая (36 домов).
Климат
Деревня, как и весь район, расположена в поясе умеренно континентального климата с тёплым летом и относительно тёплой зимой.

## Население
| 2002 | 2010 |
| ---- | ---- |
| 158  | ↘103 |

## Инфраструктура
Личное подсобное хозяйство с зоной сельскохозяйственного использования, индивидуальная застройка усадебного типа.
Основа экономики — сельское хозяйство.

## Транспорт
Щербачевка находится в 7 км от автодороги регионального значения 38К-004 (Дьяконово — Суджа — граница с Украиной), в 2 км от автодороги межмуниципального значения 38Н-027 (Большое Солдатское – 38К-004 – Ржава), в 14 км от ближайшего ж/д остановочного пункта Анастасьевка (линия Льгов I — Подкосылев).